# Bézéril
Bézéril é uma comuna francesa na região administrativa da Occitânia, no departamento de Gers. Estende-se por uma área de 9.65 km², e possui 129 habitantes, segundo o censo de 2018, com uma densidade de 13 hab/km².